# Gross Grünhorn
Das Gross Grünhorn (auch Grosses Grünhorn genannt) ist mit einer Höhe von 4043 m ü. M. ein Viertausender in den Berner Alpen in der Schweiz. Der Name des Bergs leitet sich aus dem Amphibolit, der grüne Hornblende enthält, in seinem Gipfelaufbau ab.

## Geographie
Das Grosse Grünhorn liegt südlich des Hauptkamms der Berner Alpen im Kanton Wallis auf dem Gebiet der Gemeinde Fieschertal ungefähr drei Kilometer westlich des Finsteraarhorns und zwei Kilometer südlich des Grossen Fiescherhorns. Es ist der Hauptgipfel einer Berggruppe, die die Gletschersysteme des Aletschgletschers im Westen und des Fieschergletschers im Osten trennt, im Norden durch die Kleine Grünhornlücke (3740 m) und im Süden durch die Grünhornlücke (3270 m) begrenzt wird und die mit dem Grünhörnli (3596 m), dem Grünegghorn (3863 m) und dem Kleinen Grünhorn (3912 m) drei weitere benannte Gipfel beinhaltet.
Während der Gipfel des Grünhorns selbst eisfrei ist, liegt der Berg in der flächenmässig grössten vergletscherten Landschaft Mitteleuropas. Seine Westflanken gehören zum Einzugsgebiet des Ewigschneefälds, einem der drei Hauptarme, die am Konkordiaplatz ungefähr drei Kilometer südwestlich des Gipfels die Gletscherzunge des Aletschgletschers bilden. Ein weiterer, kleinerer Tributärgletschers desselben Gletschersystems, der Grüneggfirn, befindet sich südlich des Gipfels. Die Ostflanken zählen zum Nährgebiet des Walliser Fiescherfirns, der zum Gletschersystem des Fieschergletschers gehört, wobei diese Seite oberhalb von ca. 3500 m mehrheitlich eisfrei ist und aus einer stellenweise fast senkrechten Felswand besteht.
Aufgrund seiner zentralen Lage und der Tatsache, dass das Grosse Grünhorn von fast allen Seiten von höheren Bergen umgeben ist, ist der Berg weder vom Schweizer Mittelland noch vom Rhonetal her sichtbar. Selbst vom Eggishorn ist es durch das Grosse Wannenhorn verdeckt und sogar vom Jungfraujoch her ist es wegen des Trugbergs nicht in seiner Gänze zu betrachten.

## Alpinismus
Das Grosse Grünhorn wird als Hochtour normalerweise von der Konkordiahütte her über das Grünegghorn bestiegen (WS, 6h Aufstieg). Als Varianten sind der Abstieg zur Finsteraarhornhütte (ZS−) denkbar. Manchmal wird das Grosse Grünhorn auch von Norden her bestiegen (S−).
Seltener ist das Grosse Grünhorn Ziel einer Skitour, da eine solche von der Konkordiahütte aus ziemlich anspruchsvoll ist (ZS+) und eine Variante von der Mönchsjochhütte über spaltenreiche Gletscher führt.

## Geschichte
Die Erstbesteigung des Grossen Grünhorns erfolgte am 7. August 1865 durch Peter Michel, Edmund von Fellenberg, Peter Egger und Peter Inäbnit. Am 28. April 2011, seinem 52. Geburtstag, verstarb der Schweizer Extrembergsteiger Erhard Loretan bei einem Absturz am Grossen Grünhorn.